# Под прикрытием (фильм, 2025)
«Под прикрытием» (англ. Deep Cover) — британская комедия режиссёра Тома Кингсли по сценарию Колина Треворроу и Дерека Коннолли. Главные роли в фильме исполнили Брайс Даллас Ховард, Орландо Блум и Ник Мохаммед.
Премьера фильма на Amazon Prime Video запланирована на 12 июня 2025 года.

## Сюжет
Действие фильма происходит в преступном мире Лондона. Трое актёров-импровизаторов нанимаются полицией для участия в организации оперативных экспериментов, но вскоре они попадают в преступную группировку.

## В ролях
- Брайс Даллас Ховард[3]— Кэт
- Орландо Блум — Марлон
- Ник Мохаммед — Хью
- Иэн Макшейн
- Пэдди Консидайн — Флай
- Шон Бин
- Соноя Мидзуно

## Производство
О начале работы над фильмом стало известно в феврале 2024 года. Режиссёром фильма станет Том Кингсли по оригинальному сценарию Дерека Коннолли и Колина Треворроу, работающий в сотрудничестве с британским импровизационным дуэтом Беном Эшенденом и Александром Оуэном. Продюсером фильма выступит Треворроу через компанию Metronome Film Co.
1 февраля 2024 года был объявлен актёрский состав: Брайс Даллас Ховард, Орландо Блум, Шон Бин, Ник Мохаммед, Иэн Макшейн, Пэдди Консидайн и Соноя Мидзуно.
Основные съёмки начались 5 февраля 2024 года в Лондоне.
Премьера фильма на Amazon Prime Video запланирована на 12 июня 2025 года.